# Kirovstadion
Het Kirovstadion was een multifunctioneel stadion in Sint-Petersburg, een stad in het westen van Rusland. 

## Geschiedenis
Al in 1932 was men begonnen met de bouw van dit stadion, ontwikkeld door de architect Aleksandr Nikolsky. De bouw kwam daarna tot 1945 stil te liggen. Het stadion werd geopend op 30 juli 1950 als onderdeel van het bouwproject om het, door de Tweede Wereldoorlog, beschadigde Leningrad weer op te bouwen. De locatie werd het Krestovskyeiland, tegen de Finse Golf aan. Na de bouw van het stadion was er plek voor 100.000 toeschouwers. Door de verbouwingen in de loop van de tijd werd het aantal toeschouwers uiteindelijk teruggebracht tot 80.000 in 2006. De laatste wedstrijd werd gespeeld op 17 augustus 2006 tussen Petrotrest F.C. en Spartak Shelkovo. Het stadion werd vanaf 2006 afgebroken om plaats te maken voor een nieuw stadion.

## Gebruik
Het stadion wordt vooral gebruikt voor voetbalwedstrijden, de voetbalclub FK Zenit Sint-Petersburg maakte tussen 1950 en 1989 en 1992 gebruik van dit stadion. Zenit verhuisde echter naar het Krestovskistadion. In juli 2006 werd er nog een laatste wedstrijd in het Kirovstadion gespeeld omdat de club niet terecht kon in Krestovskistadion. In 1980 werd het stadion gebruikt voor Voetbal op de Olympische Zomerspelen van dat jaar. Er werden in totaal zes groepswedstrijden en een kwartfinale gespeeld. In 1994 werd het stadion gebruikt voor de Goodwill Games.

## Naam
Het stadion werd vernoemd naar Sergej Kirov (1886–1934), hij was een Sovjet-Russisch politicus, partijleider van Leningrad.

## Afbeeldingen

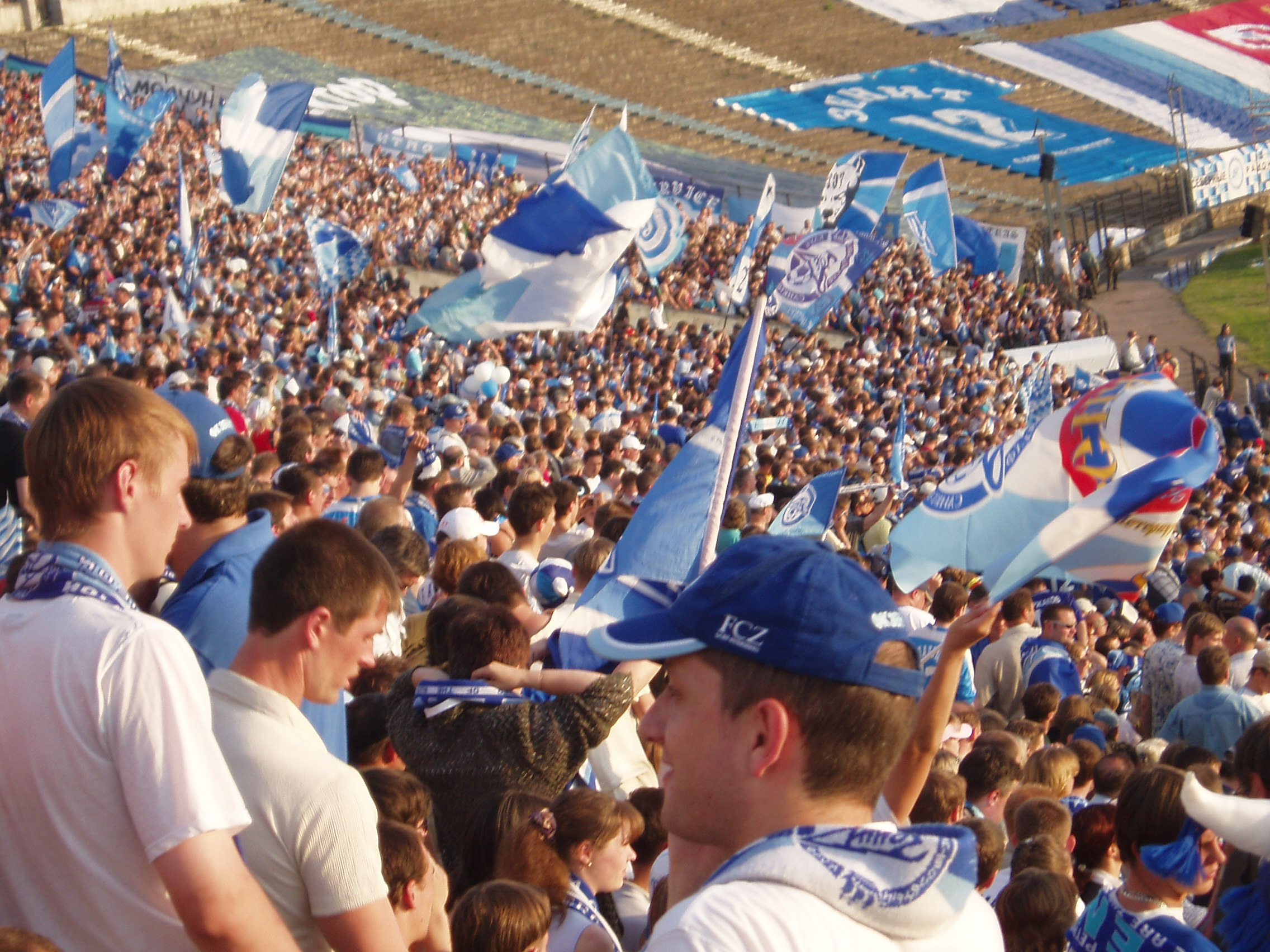
Supporters van Zenit Sint-Petersburg
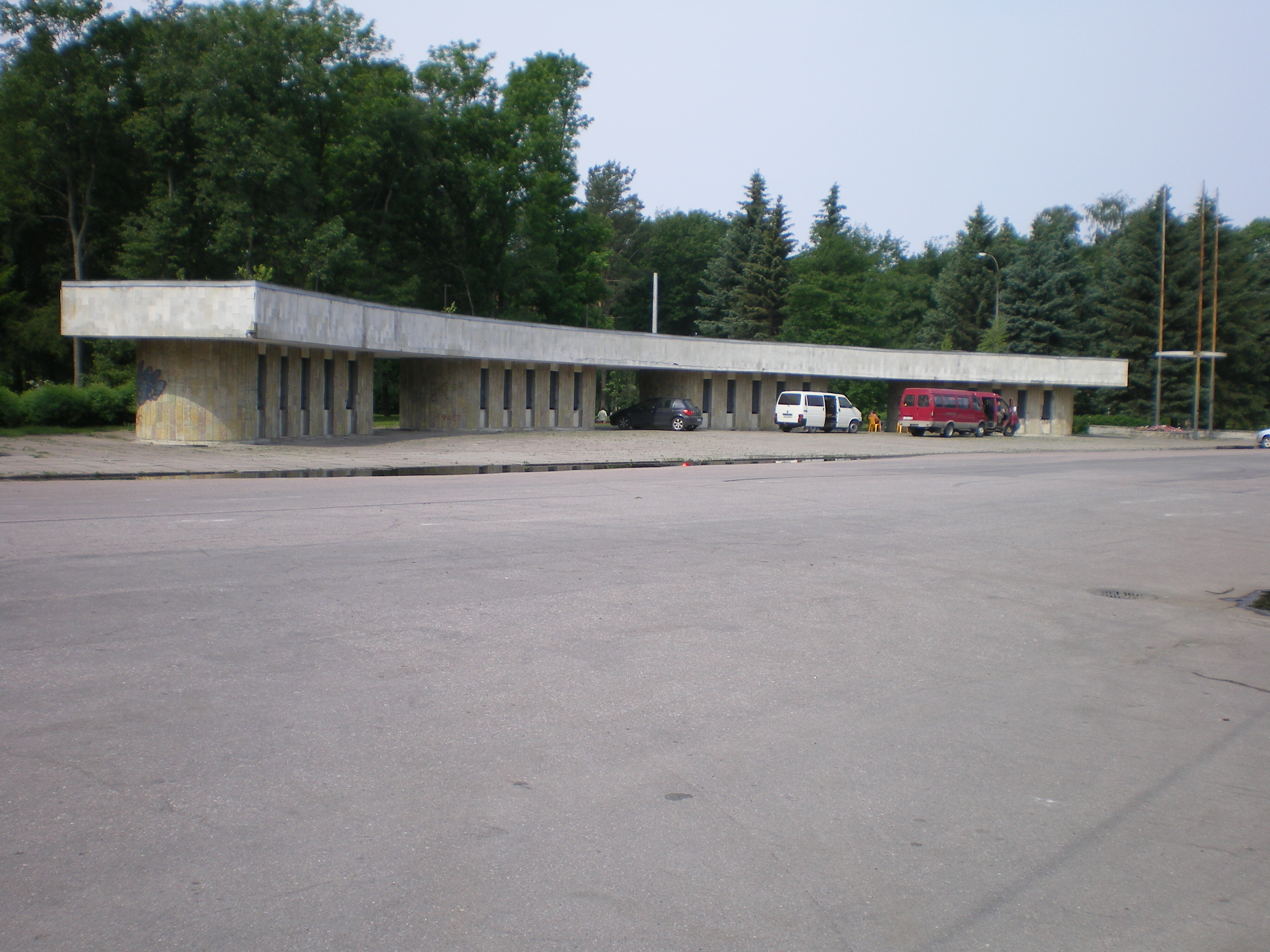
Kaartverkoop
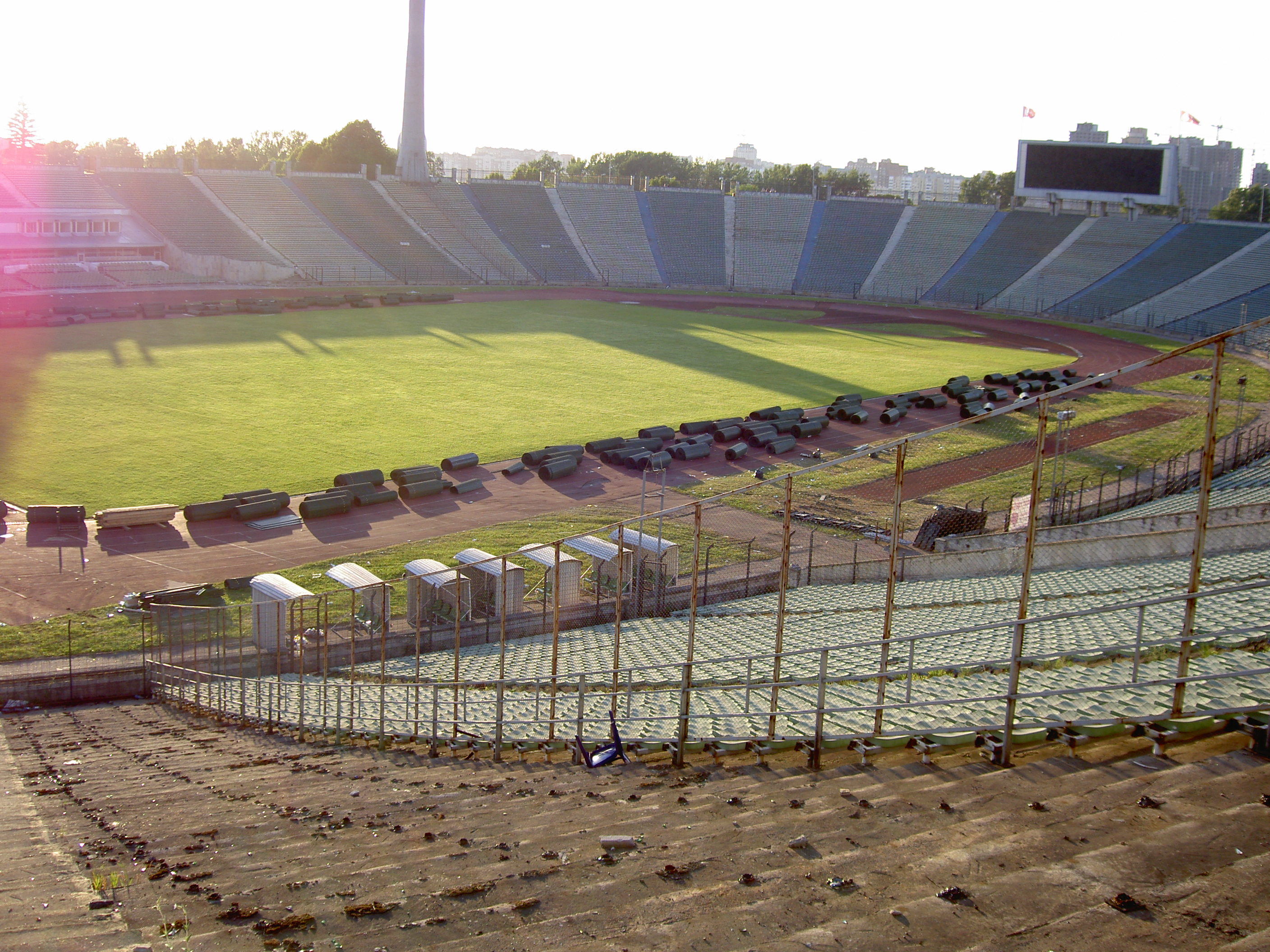
Leeg stadion in 2006
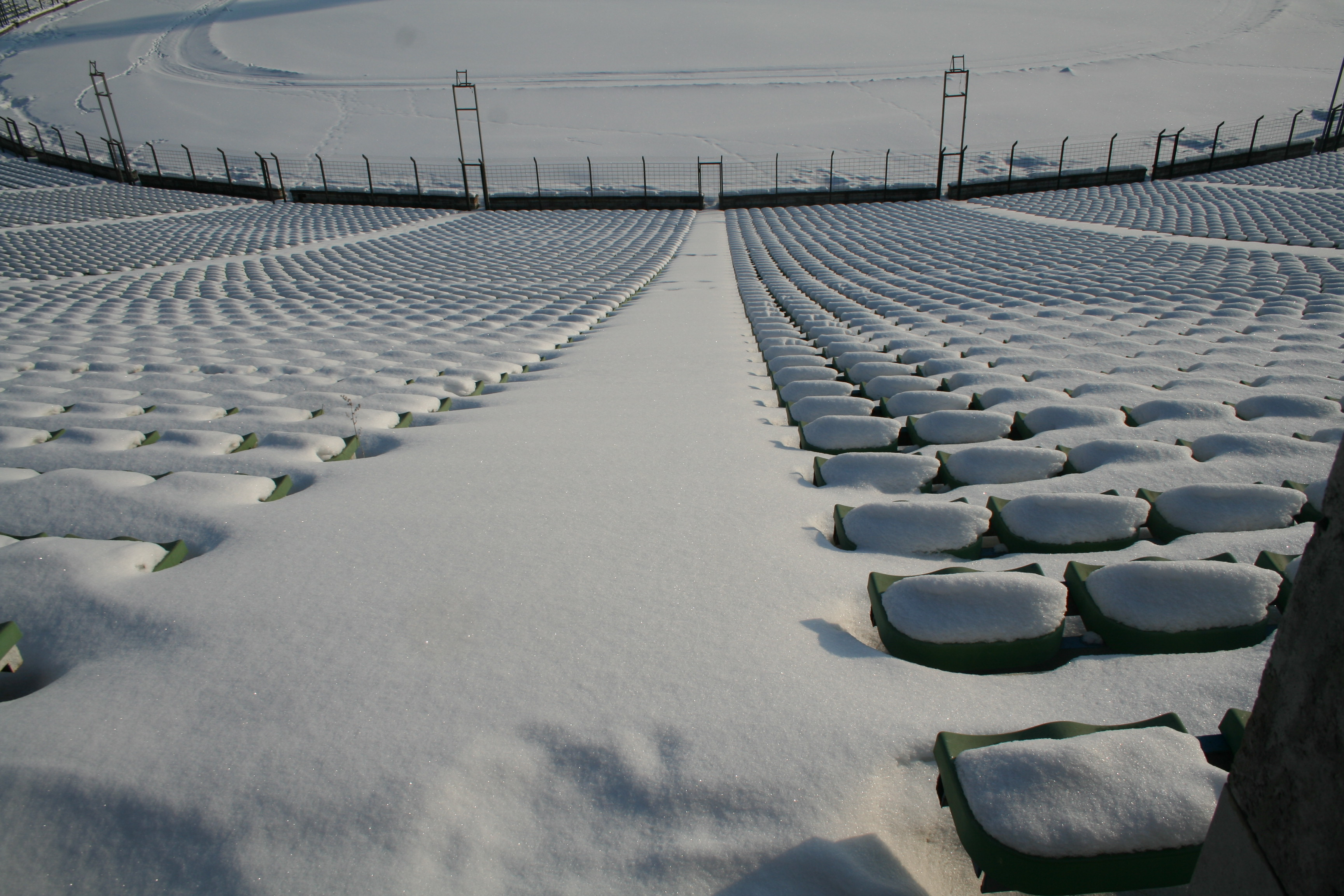
Stadion in de sneeuw